# Ribjek (Osilnica, Slovenija)
Ribjek je naselje u slovenskoj Općini Osilnici. Ribjek se nalazi u pokrajini Dolenjskoj i statističkoj regiji Jugoistočnoj Sloveniji. 

## Stanovništvo
Prema popisu stanovništva iz 2002. godine naselje je imalo 18 stanovnika.